# Povstaň, povstaň veliké město pražské
Povstaň, povstaň veliké město pražské je jedna z husitských písní, které jsou zaznamenány v Jistebnickém kancionále.
Píseň vznikla patrně na Novém Městě pražském pod vlivem kázání Jana Želivského a byla adresována Starému Městu pražskému jako výzva k boji. Pochází nejspíše z doby před polovinou května 1420, kdy ještě Staré Město bylo ochotno s králem Zikmundem vyjednávat. Novoměstští, byli již odhodlaní k odporu a obraceli se touto písní v kritické chvíli ke Starému Městu (tehdy zvanému také Veliké Město pražské) a žádali je, aby se připojili k ozbrojenému boji.
Přepis písně z Jistebnického kancionálu do soudobé notace pořídil jako první český varhaník a hudební skladatel Josef Adolf Bergmann (1822–1901).

## Text
1
Povstaň, povstaň, Veliké Město pražské,

všeckna říše věrná této země České,

rytieřské pohlavie i všeckny moci zemské

2
proti tomu králi babylonskému,

ještoť hrozí městu jerusalémskému,

pražské obci i mnohému lidu věrnému.

3
Vezmlž na pomoc krále najvyššého,

proti tvým nepřátelóm velmi silného,

ještoť nenie na všem světě nadeň větčého,

4
neb se jemu líbíš tohoto léta,

že potlačuješ marnost pyšného světa,

neb požíváš ovoce věčného života.

5
Zruš Nabuchodonosorovu sochu,

hada měděného, jenž nad boha ctiechu,

chtiec, aby neduhóv sbyli, jemu se klaněli.

6
Nerodiž se báti krále uherského,

ještot jest na mále cti i chvály jeho,

nebť bude přemožen od lidu pokorného.

7
Judith vdova Oloferna mocného

přemohlať jest pokorú života svého

a jeho mečem sťala hlavu v stanu jeho.

8
Protož sobě zvol krále šlechetného,

ještoť by byl přietel zákona božieho,

at by porazil Oloferna ukrutného

9
a porazil božieho nepřietele,

Antikrista, falešné jeho učitele,

at' nekáži viece bludóv v svatém kostele.

10
Vzdajmež bohu chválu israhelskému,

nade všecky bohy bohu velikému,

prosiec, at dá mír a pokoj lidu českému.
Amen.